# Satanisme

El pentacle invertit, és un símbol sovint utilitzat pels seguidors d'aquest corrent.

El satanisme és l'adoració de Satanàs o l'ús del seu arquetip com a font d'inspiració per a la vida. Com que Satanàs ve de l'hebreu shatan, que significa enemic o temptador, i a les religions monoteistes derivades de la jueva és l'antagonista de Déu i l'encarnació del mal, car d'això se'n deriva que històricament hi hagués la tendència d'anomenar satanisme a qualsevol altre culte que diferís d'aquests, que fos una supervivència de cultes pagans, o que fregués l'heretgia. De fet el terme apareix per primer cop al llibre "A confutation of a booke (by Bp. Jewel) entitled An apologie of the Church of England", de Thomas Harding (1565), referint-se als ensenyaments de Luter.
Com a fantasia és freqüent entre els adolescents, ja que es fa una identificació entre l'autoritat paterna i la figura de Déu. Per tant, en un joc de rebel·lia, s'identifiquen amb l'antagonista de Déu.
Com a inversió desafiant dels valors de la moral i de la fe dominant i de gust per les coses prohibides o pecaminoses és una actitud que trobem sovint al romanticisme més proper a The Satanic School. Apareix sobretot a l'obra de Byron i Mary Shelley, però també a la de Charles Baudelaire, Fiódor Dostoievski i André Gide. Una derivació actual des del punt de vista estètic d'aquest tipus de sensibilitat la podem trobar a algunes branques de la música, bàsicament en el gènere del Black Metal i d'altres variants de la música heavy.
Hi ha gent que considera que la bruixeria és un tipus de satanisme, ja que fa referència a l'adoració i el pacte amb el Diable. La pràctica d'aquest pacte hipotèticament es concretava en el tracte sexual entre bruixes i bruixots amb el diable, així com la celebració de la missa negra.

## Satanisme actual
Modernament s'ha constituït el satanisme com una religió amb el seu llibre la Bíblia satànica escrita per Anton LaVey, i una organització interna pròpia i estructurada.
El satanisme de LaVey no venera Satan en el sentit teistic, sinó que juga el paper d'un adversari per a credos espirituals, defensant el darwinisme social, l'hedonisme, l'Objectivisme Randià, la filosofia Nietzscheana i l'ateisme. El satanisme de LaVey té caràcter simbòlic i és utilitzat per altres satanistes per referir-se als seguidors del fundador de l'Església de Satan Anton Szandor LaVey i successors com Peter H. Gilmore. l'ús prudent de la paraula que Satanisme, segons un lloc web, atribueix a un "grup religiós petit que es troba inconnex amb qualsevol altra fe, i els membres del qual se senten lliures de satisfer els seus impulsos responsablement, exhibir bondat per als seus amics i atacar els seus enemics.